# Dead Space (jeu vidéo)
Pour les articles homonymes, voir Dead Space.
Dead Space est un jeu vidéo de tir à la troisième personne (TPS ou third-person shooter) de genre survival horror dans un univers de science-fiction, développé par Visceral Games, anciennement EA Redwood Shores, et édité par Electronic Arts, commercialisé en octobre 2008 sur Windows, PlayStation 3, et Xbox 360. Le jeu se centre sur un ingénieur nommé Isaac Clarke, luttant contre des Nécromorphes, humains réanimés, à bord d'un vaisseau, le USG Ishimura.
Le jeu est positivement accueilli par la presse spécialisée, et recense plus de deux millions d'exemplaires vendus. Dead Space 2 et Dead Space 3 sont commercialisés le 25 janvier 2011, et le 5 février 2013, respectivement. En outre, au-delà du cadre des jeux vidéo, Dead Space sera aussi adapté en bande dessinée. Enfin, un film d'animation américain intitulé Dead Space: Downfall viendra compléter l'univers du jeu ; bien que le héros, Isaac Clarke, n'y soit pas présent, ce film aborde en effet les origines de l'infection.
En 2021, lors d’une conférence, un remake portant le même nom est annoncé et est développé par EA Motive Studio,. Il est sorti le 27 janvier 2023.

## Histoire

### Contexte
L'action de Dead Space se déroule en 2508. En ce début du XXVIe siècle, les ressources naturelles de la Terre sont pratiquement arrivées à épuisement et l'espèce humaine est partie à la conquête de l'espace pour trouver de nouveaux moyens de subvenir à ses besoins en matières premières. Pour ce faire, des vaisseaux spatiaux d'un genre nouveau, les brise-surface, sont conçus pour arpenter l'espace à la recherche d'exoplanètes exploitables. L'intrigue débute lorsque l'un de ces vaisseaux, l'USG Ishimura (Ishimura s'écrit en japonais 石村, et signifie littéralement « Village de pierre ») — alors le plus connu des brise-surface car le premier à avoir été construit — ne donne plus signe de vie ; toute communication semble avoir été coupée alors que l'Ishimura avait commencé à démanteler et exploiter une nouvelle planète, Aegis VII. Une petite équipe technique est alors envoyée afin de rétablir le contact avec le brise-surface ; parmi les membres de cette équipe se trouve un ingénieur chargé de pénétrer à l'intérieur du bâtiment pour y réparer le système de communication défaillant.
Isaac Clarke — appelé ainsi en référence aux écrivains de science fiction Isaac Asimov et Arthur C. Clarke — et son équipe ne tardent pas à découvrir que ce vaisseau est vide de toute présence humaine et que l'équipage a été infecté par un mystérieux virus, qui a la capacité de réanimer le corps des morts en les transformant en monstres, les nécromorphes. Se retrouvant isolé des autres membres de l'équipe, Clarke va devoir se débrouiller pour survivre et trouver une solution pour fuir l'Ishimura.

### Résumé
À la suite de la réception d'un message de détresse suivi d'une rupture totale des communications avec l'un de ses vaisseaux de type « brise-surface », l'USG Ishimura, qui opérait en orbite autour de la planète Aegis VII, la Concordance Extraction Corporation ou CEC envoie une petite équipe de maintenance à bord de l'USG Kellion pour enquêter sur les raisons de l'avarie et y remédier. Cette équipe se compose de cinq membres d'équipage : le capitaine Zach Hammond secondé de ses deux caporaux, Chen et Johnson, ainsi que deux ingénieurs, Kendra Daniels et Isaac Clarke. À la suite d'un mauvais fonctionnement du système de guidage, le Kellion manque son approche et s'écrase sur le quai de l'Ishimura, provoquant d'importants dommages au petit vaisseau. Indemne, l'équipe pénètre dans l'Ishimura, apparemment désert, afin de remplir sa mission et trouver un autre moyen de transport. Mais alors qu'ils se trouvent dans le sas d'accueil et examinent les premiers éléments à leur disposition, ils sont attaqués par d'étranges créatures ; Chen et Johnson sont tués tandis que Clarke se retrouve séparé de Hammond et Daniels. Ces derniers, ayant pu accéder aux systèmes informatiques du vaisseau et en constater les défaillances, vont alors guider Isaac pour qu'il puisse procéder aux réparations nécessaires à la reprise en main des systèmes de l'Ishimura et ainsi leur permettre de demander de l'aide.
Au gré de sa progression dans le vaisseau afin d'effectuer diverses réparations, Isaac trouve de nombreux rapports écrits et archives vidéo qui lui permettent de reconstituer les événements survenus sur l'Ishimura avant leur arrivée. Tout découle de la découverte sur Aegis VII, au cours des opérations d'exploitation de la planète, du Monolithe, une relique fondamentale d'une religion alors très développée et influente, l'Unitologie. Le capitaine Benjamin Matthius, unitologue convaincu, ordonne — sur demande de l'Église d'Unitologie — la récupération du Monolithe et son rapatriement sur l'Ishimura depuis la colonie installée en surface, d'où seraient venus les monstres qui ont attaqué Isaac et son équipe à leur arrivée,. Peu de temps après, les membres de l'Ishimura présentent de nombreux symptômes d'hallucination, d'hystérie collective et de démence ; la situation empire vite au point que le personnel commence à s'entre-tuer. Le capitaine Matthius semblant lui-même affecté, l'officier scientifique en chef, le docteur Terrence Kyne, tente de le relever de ses fonctions, provoquant une altercation au cours de laquelle le capitaine est accidentellement tué. Pendant ce temps, l'infection ravage totalement la colonie et se révèle être une sorte de virus extraterrestre, un code génétique encrypté dans le Monolithe et capable d'infecter les cadavres pour les réanimer et les faire muter en créatures, baptisées « Nécromorphes » par l'équipe scientifique, qui répandent l'infection en massacrant les personnes saines,. La présence d'un nécromorphe dans une navette de secours en provenance de la colonie étend l'infection à l'équipage de l'Ishimura
Poursuivant son exploration de l'Ishimura, Isaac entre en contact avec sa fiancée, Nicole Brennan, dont il avait reçu un message avant son arrivée à bord ; celle-ci fait de toute évidence partie des rares survivants à bord du vaisseau. Ils ne parviennent toutefois pas à se retrouver. Par la suite, Isaac finit par réparer les systèmes de communication et permet ainsi à Kendra d'envoyer un signal de détresse. Celui-ci est reçu par un vaisseau militaire, l'USM Valor, qui croise à proximité et se détourne pour faire cap vers l'Ishimura. Mais ce vaisseau, ayant récupéré une capsule de survie dans laquelle Hammond était parvenu à enfermer un nécromorphe, se retrouve touché par l'épidémie ; son équipage contaminé, le Valor entre en collision avec l'Ishimura. Hammond s'étonne de la présence de ce vaisseau de guerre lourdement armé croisant non loin d'Aegis VII et suspecte que le Valor ait été envoyé pour détruire l'Ishimura — suspicion qui se verra par la suite confirmée par des données de vol retrouvées à bord du Valor.
Résolus à fuir le vaisseau coûte que coûte, Hammond et Isaac décident de se rendre à bord du Valor — désormais également infesté de Nécromorphes — pour y récupérer une pièce manquante au système de propulsion d'une petite navette de secours autrement encore en état de fonctionnement, située dans les quartiers des officiers ; leur mission réussit mais Hammond y laisse la vie, tué par une brute, un type de nécromorphe massif et extrêmement puissant. C'est alors que Clarke, de retour sur l'Ishimura est contacté par le docteur Terrence Kyne ; celui-ci lui révèle l'existence de la Reine-Mère, une créature ayant le pouvoir de contrôler les Nécromorphes, et l'implore de ramener le Monolithe sur Aegis VII, seul moyen de remettre cette créature sous contrôle et ainsi enrayer l'épidémie. Mais alors qu'Isaac, ayant récupéré et chargé l'artefact sur la navette qu'ils avaient réparée, est sur le point de partir pour Aegis VII avec Kyne, celui-ci est assassiné par Kendra.
Cette dernière dévoile alors son statut d'agent gouvernemental infiltré dont la mission consiste à retrouver, récupérer et rapporter le Monolithe à ses supérieurs. Elle explique également à Isaac que ce Monolithe est une copie réalisée par rétro-ingénierie du Monolithe original, trouvé des siècles plus tôt sur Terre par Michael Altman, fondateur de l'Unitologie. Le but de cette expérience était d'en étudier les propriétés mais, face à l'apparition imprévue des Nécromorphes et aux risques de propagation de l'infection que cela implique, le projet avait été abandonné et le Monolithe, laissé sur Aegis VII pour maintenir la Reine-Mère sous contrôle et ainsi « sceller » les conséquences de l'expérience,. Sur ces explications, Kendra s'enfuit à bord de la navette contenant l'artefact ; mais Isaac parvient, avec l'aide de Nicole, à en prendre le contrôle à distance pour la ramener sur l'Ishimura, forçant Kendra à fuir à bord d'une capsule de secours.
Isaac et Nicole montent à bord de la navette et mettent le cap sur la colonie d'Aegis VII, afin de remettre le Monolithe en place et mettre un terme à l'infection Nécromorphe.
Après des efforts laborieux, le Monolithe est remis dans le trou béant d'Aegis VII, provoquant une violente réaction qui sera stoppée par Kendra. Celle-ci révélera alors à Isaac que Nicole est une illusion car elle s'est suicidée durant la contamination de l'Ishimura, et lui en donne la preuve par la diffusion sur son RIG de la partie manquante de la dernière vidéo laissée par Nicole. Kendra lance alors un champ de gravité pour attirer un astéroïde sur Aegis VII, et cherche à s'enfuir à travers la navette, poursuivie par Isaac. C'est alors que surgit la Reine-Mère, qui pulvérise Kendra avec ses énormes tentacules. Isaac se retrouve alors seul pour l'affronter tandis que l'astéroïde continue sa chute vers la planète. Après la défaite de la Reine-Mère, Isaac reprend en hâte place dans la navette et quitte Aegis VII qui explose à la suite de l'impact avec l'astéroïde, tout comme l'Ishimura qui est désintégré par la déflagration. Retirant son casque, Isaac tente de se remettre du cauchemar et accepte la mort de Nicole. Mais dans l'ombre du cockpit, une Nicole nécrosée se jette sur Isaac, laissant une fin ouverte : réelle attaque ou énième hallucination d'Isaac ; l'hypothèse de l'hallucination est confirmée par la suite dans Dead Space 2[réf. nécessaire].

## Système de jeu
Dead Space est un jeu de tir à la troisième personne, ou TPS, la caméra étant placée au-dessus de l'épaule droite du joueur, et se caractérise par l'absence d'interface traditionnelle.
Les objectifs assignés au joueur et les diverses options de jeu comme l'inventaire sont accessibles par hologramme, projeté au-dessus de l'arme de Isaac. De ce fait, le jeu ne se met pas en pause lorsque le joueur accède au menu, accentuant la pression sur le joueur.
Un magasin (stock) peut être trouvé dans le jeu, ainsi que des plans permettant l'amélioration ou l'achat d'armes et objets supplémentaires. L'apesanteur et le vide spatial sont des environnements inédits apparaissant dans Dead Space. Isaac peut se déplacer dans un niveau sans gravité en utilisant son scaphandre et ses bottes magnétiques qui lui permettent de s'accrocher. Il pourra même aller sur la coque du vaisseau. Cependant Isaac peut mourir par manque d'oxygène s'il se trouve dans une zone de vide spatial. Conformément à la profession d'Isaac, qui est un ingénieur plutôt qu'un soldat, les armes du jeu semblent surtout improvisées, comme un cutter à plasma, le lance-flammes et le fusil d'impulsion. Le joueur possède aussi une capacité de stase lui permettant de figer temporairement des ennemis ou des objets, et une capacité de télékinésie pour prendre et déplacer des objets. Des journaux audio et vidéos peuvent être trouvés partout dans le jeu, ce qui fournit des bribes d'informations sur l'histoire. Le combat dans Dead Space se complique, du fait que les nécromorphes ne meurent pas simplement lorsque le joueur leur tire dessus. En fait, quand ils sont blessés les nécromorphes peuvent adopter de nouvelles positions et tactiques de combats. Pour défaire le nécromorphe, Isaac doit utiliser le « démembrement stratégique », la séparation méthodique de membres du nécromorphe. Le producteur exécutif de Dead Space, Glen Schofield, déclare que « le thème principal de Dead Space est le démembrement »[réf. nécessaire], et les prévisualisations du jeu montraient déjà le caractère sanglant du jeu.
Le joueur peut aussi améliorer ses armes et équipements, à l'aide de points de force, utilisables sur des stations d'améliorations situées dans le vaisseau. Plus tard dans le jeu, les Nécromorphes deviennent plus forts et il apparait que dans quelques secteurs, les Nécromorphes ont commencé à créer une ruche assimilable aux "nids" des xénomorphes des films Aliens. Avec l'évolution des ennemis, le jeu devient beaucoup plus difficile. Certains deviennent plus forts pendant que d'autres deviennent plus rapides et plus puissants.

## Développement

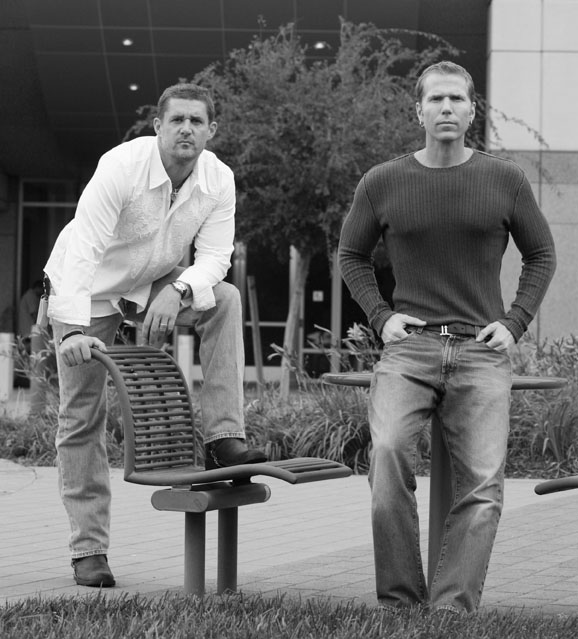
Glen Schofield et Michael Condrey étaient respectivement producteurs exécutifs et co-réalisateurs de Dead Space.

Dead Space a été créé par Glen Schofield, qui travaillait à l'époque chez EA Redwood Shores. Schofield voulait créer ce qui serait, selon lui, le jeu d'horreur le plus effrayant possible. Son concept s'inspire de Resident Evil 4 (2005) et de la série Silent Hill. EA Redwood Shores s'était alors imposé comme un studio créant uniquement des jeux sous licence, et l'équipe a vu dans ce jeu une opportunité de se diversifier dans des licences originales, devenant « un véritable studio de jeux » selon le coproducteur Steve Papoutsis. À cette époque, le jeu est connu sous le nom de Rancid Moon. Le projet était tel que plusieurs équipes de Redwood Shores étaient prêtes travailler dessus pendant de nombreuses années. Le co-directeur Michael Condrey (en) l'a décrit en 2014 comme un projet fondateur où l'équipe voulait faire ses preuves, mais ne s'attendait pas à ce que le jeu devienne si important. Lorsqu'ils présentent le jeu à la société mère Electronic Arts début 2006, celle-ci leur donne trois mois pour créer un prototype.
Afin de préparer un concept jouable en respectant l'échéance, l'équipe développe le prototype sur la Xbox de première génération. Pour l'équipe, il était préférable d'obtenir quelque chose de jouable avant d'apprendre à faire fonctionner le jeu sur du matériel de nouvelle génération. Leurs approches simultanées de premières démos et de promotion interne agressive allaient à l'encontre des pratiques d'Electronic Arts à l'époque pour la création de nouveaux jeux. Electronic Arts approuve finalement le jeu après avoir vu une section verticale (équivalente à un niveau), à ce moment-là tous les éléments de base du gameplay étaient choisis,. Selon le coproducteur Chuck Beaver, ce travail préalable au feu vert a duré 18 mois. Après approbation et grâce à leur expérience dans la création de la section verticale, l'équipe construit onze niveaux supplémentaires en dix mois. Elle choisit de réutiliser le moteur de jeu qu'elle avait conçu pour Le Parrain car il était adapté à leur style de développement, prenait en charge les effets environnementaux nécessaires et implémentait le moteur physique Havok,.
Electronic Arts annonce initialement Dead Space en septembre 2007. Le jeu est développé dans leur studio à Redwood Shores, en Californie. Le producteur exécutif du jeu, Glen Schofield, explique la motivation de l'équipe de développement pour la création d'un jeu « plus sombre et effrayant » que leurs précédents titres : « Nous sommes tous tellement fans d'horreur et de science-fiction ; nous voulions créer le jeu le plus terrifiant que nous pouvions, et constamment garder le joueur en haleine. » L'équipe de design aurait supposément mis du temps à analyser une large variété de films d'horreur afin de s'en inspirer pour le jeu.

### Game design
Schofield voulait créer un jeu qui aille à l'encontre de la production habituelle d'Electronic Art. Pour guider l'équipe, Schofield a souvent décrit Dead Space comme « Resident Evil dans l'espace ». Il existe différents témoignages sur la relation du jeu avec la série System Shock. Condrey a déclaré que Dead Space n'avait été influencé que par System Shock et System Shock 2. Le co-concepteur Ben Wanat a déclaré que l'équipe prévoyait à l'origine un troisième volet de la série System Shock et qu'elle avait joué aux originaux pour s'en inspirer, mais que lorsque Resident Evil 4 est sorti, elle a décidé de créer sa propre propriété intellectuelle en se basant sur le gameplay de la série. Très influencé par Resident Evil 4, Schofield souhaitait rendre le jeu plus actif, car la nécessité de s'arrêter et de tirer dans Resident Evil 4 brisait souvent son immersion. L'équilibre du gameplay se situe quelque part entre le rythme rapide des jeux de tir à la troisième personne et le rythme plus lent des jeux d'horreur. La gestion des ressources a fait l'objet d'ajustements et d'équilibrages constants afin de rendre le jeu tendu, mais pas injuste ou frustrant.
L'immersion était un élément central du jeu, les éléments du HUD étant intégrés à l'univers et les séquences de l'histoire, telles que les cinématiques et les journaux audio ou vidéo, étant jouées en temps réel. En outre, les éléments standard du HUD ont été intégrés dans l'environnement avec des explications contextuelles ou explicites dans le jeu,,. De l'avis de l'équipe, cette approche a eu pour effet secondaire de mieux réaliser et transmettre le cadre du jeu. Une option de rotation rapide a été mise en place et supprimée à plusieurs reprises au cours de la production ; elle a finalement été supprimée parce que l'affectation de la fonction aux derniers boutons disponibles de la manette amenait les testeurs à se retourner accidentellement dans des situations dangereuses. La version Microsoft Windows du système de contrôle a fait l'objet de plusieurs configurations différentes, l'équipe souhaitant obtenir la meilleure configuration possible pour la souris et le clavier.
L'un des principes fondateurs du jeu est le « strategic dismemberment » (« démembrement stratégique »), qui consiste à sectionner les membres pour tuer les ennemis. Ce principe distingue Dead Space de la plupart des jeux de tir, qui se concentrent plutôt sur les tirs à la tête ou permettent des rafales de tirs sur les ennemis. La précision des armes et le comportement des ennemis ont été adaptés à ce concept,. Par exemple, les ennemis deviennent furieux après un tir traditionnel à la tête et chargent le joueur, plutôt que d'être tués instantanément. L'équipe a prototypé une option multijoueur coopérative à deux personnes sur une période de trois mois, mais l'a finalement supprimée pour pouvoir se concentrer sur la création d'une expérience solo aboutie.
Pour empêcher les joueurs de mémoriser les positions des ennemis, ce qui leur permettrait de contre-attaquer plus facilement, un élément procédural a été ajouté au jeu, faisant apparaitre les ennemis aléatoirement dans les salles. Les ennemis apparaissant depuis des endroits tels que des bouches d'aération, il existait un mécanisme dépendant de la position du joueur permettant de contrôler ces apparitions. Le développement d'une séquence de jeu, où Isaac est pris en embuscade et trainé dans un couloir par un grand tentacule, a été bloqué pendant un mois. L'équipe avait initialement prévu une mort instantanée, puis a modifié l'attaque pour la rendre interactive et permettre à Isaac d'y échapper. Un ensemble spécifique de mécanismes et d'animations a dû être créé pour cette séquence, et Schofield a reconnu que la manière et l'ordre selon lesquels il assignait les tâches empêchaient la séquence de fonctionner correctement. Pour que la séquence fonctionne, l'équipe est passée à une structure de développement « en couches » en se concentrant sur la finition d'une section à la fois, afin de pouvoir repérer les problèmes plus facilement. L'équipe a dû couper deux autres éléments non précisés pour permettre à la séquence des tentacules de fonctionner. En fin de compte, ce problème a contribué à renforcer la confiance de l'équipe, ce qui lui a permis de s'attaquer à d'autres problèmes dans le jeu et d'ajouter du contenu.
L'animation des personnages est conçue pour être réaliste, avec des animations très détaillées pour fluidifier les changements de position du joueur, des autres personnages et des ennemis. Les sections en apesanteur sont mises en place en même temps que le cadre ; l'équipe a effectué des recherches approfondies sur la vraie exploration de l'espace et la survie pour obtenir une atmosphère et des mouvements réalistes. L'implémentation de l'apesanteur a été difficile, Beaver décrivant le processus comme « months and months and months of work » (« des mois et des mois et des mois de travail »). Bien que techniquement facile à réaliser en désactivant les paramètres de gravité dans Havok, la reprogrammation des sections pour qu'elles soient convaincantes et amusantes pour les joueurs a présenté d'autres défis. Les environnements sans gravité nécessitaient des animations différentes pour Isaac ; ces mouvements ralentis ont été réalisés par le directeur de l'animation Chris Stone, qui a simulé une marche exagérément lente à l'aide de câbles élastiques attachés à ses jambes. En raison du nombre de types de mort possibles pour Isaac, son modèle comporte des dizaines de points où il peut être découpé en morceaux ; les scènes de mort font partie intégrante de l'identité visuelle du jeu. Lors de la conception des éléments d'horreur, l'équipe s'est attachée à ne pas réutiliser trop souvent les mêmes effets de peur et à permettre au joueur de profiter de moments de tranquillité sans pour autant faire disparaitre complètement la tension. Dans les premières versions, l'équipe utilisait beaucoup de jump scare, comme ils leur semblaient de moins en moins effrayants, ils ont été réduits et l'accent a davantage été mis sur l'atmosphère du jeu.

### Scénario et éléments visuels
| - Warren Ellis - Rick Remender - Antony Johnston |

À l'époque où le jeu s'intitulait Rancid Moon, Schofield avait imaginé un scénario similaire à Escape from New York, se déroulant sur une planète prison dans l'espace. L'équipe avait apprécié le côté spatial, mais pas l'aspect carcéral. Contrairement à de nombreux jeux de l'époque, où l'histoire n'était pas prioritaire, l'équipe a choisi de définir l'histoire en amont, puis de construire les niveaux et de fixer les objectifs autour de celle-ci. Le premier concept concret était l'exploitation minière de planètes par des humains, avec la particularité que l'une des planètes exploitées recelait un danger. L'accent étant mis sur l'immersion du joueur, il n'y a pratiquement aucune cinématique, la narration étant communiquée à travers des interactions en temps réel,.
Les thèmes de la religion et des États rebelles échappant au contrôle de la Terre ont été choisis pour ancrer le récit dans la science-fiction. Cinq mois après le début du développement, Schofield a senti qu'il manquait quelque chose au jeu, et a imaginé le concept de l'Unitologie. Après s'être documenté sur le cratère de Chicxulub, Schofield a désigné le Marqueur d'origine comme étant à l'origine du cratère, et a conçu l'Unitologie autour de cet objet. Les détails de l'Unitologie ont été élaborés par Wanat et Beaver, qui ont créé des éléments d'histoire religieuse en fonction des besoins du scénario. Le principal concept derrière l'Unitologie était de montrer les effets d'une religion ou d'une secte lorsqu'elle devient incontrôlable, ainsi que la corruption exercée par des personnes malveillantes sur les gens par le biais de la religion. En réaction à une comparaison ultérieure entre l'Unitologie et la Scientologie, l'Unitologie a été décrite comme représentant une pensée et une action irrationnelles provoquées par l'inconnu. La création de l'Unitologie a été une partie facile du développement, et l'équipe était assez détendue au sujet des thèmes qui y étaient liés, car il s'agissait d'une analogie de la religion dans son ensemble plutôt que d'une critique d'un système de croyance en particulier.
Le film Event Horizon  a été l'une des premières sources d'inspiration pour donner le ton au jeu,. Schofield a évoqué l'utilisation par le film de la narration visuelle et du travail de la caméra, en faisant référence à une scène particulière où le public voit une scène gore que le personnage à l'écran ne voit pas, comme une des premières sources d'inspiration. Le film d'horreur français Martyrs a également exercé une forte influence sur Schofield. Plusieurs éléments font référence à d'autres films de science-fiction : la lutte d'Isaac est comparable à celle d'Ellen Ripley dans Alien ; la démence dont souffrent les personnages fait référence à Solaris ; le sentiment de désespoir reflète celui de Sunshine. La façon dont l'histoire a été transmise a constitué un défi mécanique, à cause de la combinaison d'éléments en temps réel et de la possibilité offerte au joueur d'accomplir certains objectifs dans le désordre.
Le scénario est le fruit d'une collaboration entre Warren Ellis, Rick Remender et Antony Johnston. Ellis a créé une grande partie de l'univers et des fondements de l'histoire. Il a remis cette ébauche à Remender, qui a écrit les scènes prévues, en a ajouté d'autres de son cru et les a retouchées avant de remettre le scénario à Johnston. Ce dernier, qui a participé à l'écriture de contenus complémentaires au jeu, a intégré des références à ces autres œuvres dans le scénario du jeu. Le processus d'écriture a duré deux ans, mais Johnston n'a travaillé sur le jeu que pendant les huit derniers mois. Il s'est principalement concentré sur les dialogues, qu'il a dû adapter à des événements clés déjà définis. Johnston a également beaucoup contribué à la création des enregistrements audio, qu'il a utilisés pour ajouter des intrigues secondaires et étoffer la narration. Beaver a décrit les organisations mentionnées dans l'histoire comme « really rough tent poles in the background story so it could stand on its own » (« des piquets de tente rudimentaires en arrière-plan de l'histoire qui la font tenir debout »).
Les joueurs, qui ne sont pas des militaires et qui n'ont pas été formés au combat ou à la survie, devaient s'identifier à Isaac en tant que personne ordinaire et sans entrainement. Son armure et ses armes ont été conçues en tenant compte du fait qu'il est un ingénieur sans formation ; l'armure est une combinaison de travail adaptée aux situations qui seraient rencontrées par le personnel d'une plate-forme pétrolière dans l'espace, tandis que les armes sont des outils utilisés dans les mines,. Le nom d'Isaac fait référence à deux auteurs de science-fiction, Isaac Asimov et Arthur C. Clarke. Les concepteurs des décors du vaisseau se sont délibérément éloignés de ceux de la science-fiction classique, qu'ils considéraient comme trop propres et peu fonctionnels. Le grand nombre d'environnements et leur conception familière, en plus de rendre l'Ishimura crédible, ont augmenté le sentiment d'horreur, car les joueurs pouvaient s'y projeter. Pour plus de réalisme, ils se sont inspirés de l'architecture gothique, qui correspondait à leur vision tant sur le plan pratique qu'esthétique. L'éclairage est inspiré des lampes puissantes utilisées chez les dentistes.
Wanat a conçu le modèle des Nécromorphes. Comme pour le vaisseau, il les a faits réalistes pour que l'on puisse s'y identifier. Il a voulu représenter ce à quoi une forme humaine ressemblerait après avoir été « ravaged by a violent transformation that literally ripped it inside out » (« ravagée par une violente transformation qui la déchirerait littéralement de l'intérieur »). Les Nécromorphes ont conservé des éléments de leur forme d'origine, ce qui renforce leur caractère inquiétant. L'équipe a copié des images médicales et des scènes d'accidents de voiture pour les incorporer dans les modèles des monstres,. Ces images ont également servi de référence pour concevoir les cadavres disséminés dans l'environnement. L'apparence des Nécromorphes, avec leurs membres multiples ou leurs tentacules, a été dictée par la jouabilité : il n'aurait pas été possible de démembrer des ennemis sans membres. Leur nom dans l'univers s'inspire des noms de code utilisés par les soldats en temps de guerre.

### Audio

#### Conception sonore
Dès le début, Schofield a insisté pour que l'accent soit mis sur la musique et le son afin de mettre en valeur l'atmosphère horrifique. Don Veca a dirigé le travail sur le son ; l'équipe était constituée d'Andrew Lackey, de Dave Feise et de Dave Swenson. Le travail de chaque membre se chevauchait souvent avec celui des autres. Feise, le premier à avoir rejoint l'équipe, s'est surtout occupé de la conception des armes et des éléments « synthétiques futuristes ». Swenson a eu un rôle de touche-à-tout, travaillant sur un large éventail d'éléments, en particulier sur la création de sons d'impact et la gestion des sections linéaires, plus scénarisées. Lackey s'est concentré sur les combats de boss et les sections d'ouverture. Malgré le rôle exécutif de Veca, il est resté sur le terrain autant que possible et a participé à tous les aspects de la conception sonore. Pour l'une des zones du jeu, qui ne comportait pas d'ennemis mais reposait sur le son et l'éclairage, Veca a utilisé des sons provenant d'un train de la Bay Area Rapid Transit ; le résultat a été décrit par Schofield comme un « son horrible ». Les bruits des monstres sont basés sur des bruits humains ; par exemple, les petits ennemis Lurker font des bruits de bébés humains mélangés à d'autres bruits tels que des grognements de panthère.
Comme pour les autres éléments de la production, l'équipe a voulu mettre l'accent sur le réalisme. En ce qui concerne les environnements zéro-G, ils ont étouffé tous les sons et se sont concentrés sur les bruits de la combinaison d'Isaac, car ils reflètent la réalité des expériences vécues dans le vide spatial. Les sons jouent un rôle dans le gameplay, car l'équipe souhaitait que les joueurs se servent des indices sonores pour anticiper les attaques ennemies tout en attisant leur peur. L'équipe souhaitait recréer la conception sonore scénarisée des films d'horreur linéaires dans un environnement interactif. Ils ont regardé leurs films d'horreur préférés en notant l'utilisation qu'ils faisaient des effets sonores et de la musique, et ils les ont transposés dans Dead Space. Optimiser la quantité limitée de mémoire vive dont l'équipe disposait pour la musique et les effets sonores a été un problème constant, ce qui a en partie motivé le développement d'outils spécifiques plutôt que l'utilisation des systèmes habituels de conception sonore.
Andrea Plastas et Jason Heffel se sont chargés des dialogues et de la mise en œuvre des voix. Les voix ont été enregistrées lors de séances de capture de mouvements avec les acteurs. La distribution comprend Tonantzin Carmelo (en) dans le rôle de Kendra, Peter Mensah dans celui de Hammond et Keith Szarabajka dans celui de Kyne,. Isaac étant un protagoniste masqué et silencieux, l'équipe s'est efforcée de lui donner une personnalité à travers son apparence et ses mouvements, avec un grand nombre d'animations pour ses différents états et actions. Cette approche s'inspire de la représentation de Gordon Freeman dans Half-Life 2,. Au début de la production, une proposition d'Electronic Arts, qui s'est heurtée à un veto, consistait à confier le rôle d'Isaac à un acteur célèbre.
L'équipe a créé des logiciels personnalisés pour contrôler les éléments sonores. L'un d'entre eux, baptisé « Fear Emitters », contrôle le volume de la musique et des effets sonores en fonction de la distance par rapport aux menaces ou aux événements importants. Le « Creepy Ambi Patch » sert d'organisateur multipiste pour les différentes couches de son et ajoute des sons internes aléatoires pour renforcer le sentiment d'effroi ; le « Visual Effects » incorpore les effets sonores de manière naturelle dans l'environnement et dans des endroits précis ; et le « Deadscript » est un langage de script développé pour remplacer un langage sonore, qui sera utilisé plus tard dans Spore, et qui prenait trop de place dans le code du jeu.

#### Bande originale
La bande originale de Dead Space est sortie le 11 novembre 2008, et contient 17 morceaux produits par Jason Graves et Rod Abernethy. Les musiques du jeu sont enregistrées par le Northwest Sinfonia Orchestra, et le Skywalker Symphony Orchestra, à Bastyr Chapel et au studio Redwood Shores de Californie. Elle est disponible en téléchargement via EA Trax depuis le 1er novembre 2008. Don Veca, leader de l'audiographie, en dit : « L'idée de départ était de créer l'émotion à travers le sound design. Nous n'avions pas en tête de faire des musiques traditionnelles ou mémorables mais au contraire, nous avons vu l'ambiance sonore comme une unité globale, créant une atmosphère sombre et effrayante. En ce sens, Dead Space a effacé la frontière entre musique et ambiance sonore. »
Lors des Best Games of 2008 Awards, le jeu est nommé dans la catégorie de meilleure atmosphère et meilleur design sonore. Pour le 5th British Academy Video Games Award, le jeu est récompensé pour son utilisation sonore et de compositions originales, en 2009. Lors de la neuvième édition des Game Developers Choice Awards, le jeu remporte le prix de l'audio.
| 1.    | Dead Space Theme                         | 3:35 |
| 2.    | Welcome Aboard the U.S.G. Ishimura       | 5:21 |
| 3.    | The Necromorphs Attack                   | 5:51 |
| 4.    | Fly Me to the Aegis Seven Moon           | 4:55 |
| 5.    | Severed Limbs Are Hazardous Waste        | 4:56 |
| 6.    | Nicole's Farewell                        | 2:51 |
| 7.    | I Left My Heart in Med Lab 3             | 2:19 |
| 8.    | The Leviathan                            | 3:18 |
| 9.    | Cyanide Systems Offline                  | 3:17 |
| 10.   | Entering Zero-G                          | 2:01 |
| 11.   | I've Got You Devolving Under My Skin     | 3:10 |
| 12.   | Manual Survival Mode Seven               | 4:56 |
| 13.   | Plasma Cutters Are Your Friend           | 3:14 |
| 14.   | The Cost of Living Is on the Rise        | 4:05 |
| 15.   | Do Not Vomit - Do Not Shout              | 2:43 |
| 16.   | The Hive Mind                            | 2:37 |
| 17.   | Escape from the Planet of the Red Marker | 1:58 |
| 61:07 |                                          |      |

## Accueil
Dead Space est particulièrement bien accueilli par la presse spécialisée. Xbox World 360 attribue à la version Xbox 360 une note de 91 sur 100, expliquant qu'il s'agit d'une « expérience à couper le souffle. » PlayStation World lui attribue une note de 9 sur 10 et un PSW d'or, notant que Dead Space est le « jeu le plus effrayant au monde. » IGN attribue au jeu une note de 8,7 sur 10, expliquant qu'il est « visuellement bluffant, des hologrammes aux Necromorphes, tout est incroyable. » GamePro, lui, attribue au jeu la note maximale de 5 sur 5. 1UP.com attribue au jeu une note de B+, expliquant qu'il est « incroyablement affiné », mais légèrement répétitif et critique quelques éléments du gameplay qui discréditent le thème horreur du jeu. Eurogamer lui attribue une note de 7 sur 10, expliquant que « bien fourni, ce jeu donne l'occasion de transformer des monstres maléfiques en un tas de décomposition rougeâtre et tout ça en haute définition. » GameSpot lui attribue une note de 9 sur 10, et le décrit comme « une aventure lointaine dans l'espace incroyablement atmosphérique et inquiétante qui vous hantera la nuit. »
Dead Space est un véritable succès commercial, Electronic Arts ayant annoncé le chiffre de ventes à plus d'un million d'exemplaires depuis son lancement en octobre 2008,. Le 3 août 2010, EA annonce son chiffre de ventes à plus de 2 millions d'exemplaires. En raison de son niveau de violence et de ses nombreux passages horrifiques, le jeu est interdit au Japon, en Allemagne et en Chine,.

## Héritage et influences
Grâce à son succès critique, Dead Space ouvre la voie à plusieurs suites ainsi qu'à divers épisodes et autres médias dérivés. En septembre 2009, Dead Space: Extraction est commercialisé sur Wii, une préquelle à Dead Space,. Dead Space 2 est commercialisé le 25 janvier 2011 sur Xbox 360, PlayStation 3 et Microsoft Windows,, avec une nouvelle fois Isaac dans son rôle de protagoniste. Dead Space sur iOS est commercialisé sur iTunes le 14 janvier 2011, et se déroule trois ans dans les faits après Dead Space. Il est par la suite adapté sur Android et BlackBerry Tablet OS. Le dernier, Dead Space 3, est commercialisé en février 2013.
Dead Space: Downfall est un film d'animation, et préquelle de Dead Space. Une suite animée, Dead Space: Aftermath, qui se déroule dans les faits entre les deux jeux vidéo, est commercialisé en parallèle au second opus. Le 24 juillet 2009, Electronic Arts annonce travailler en collaboration avec D. J. Caruso sur un film d'action live du jeu. EA produira le film avec ses partenaires de Temple Hill, Marty Bowen et Wyck Godfrey.
Un comics est commercialisé comme préquelle de Dead Space: Extraction. Un ouvrage est également basé sur le jeu ; Dead Space: Martyr est illustré par Brian Evenson et distribué le 20 juillet 2010 par Tor Books et Visceral Games. L'ouvrage donne des informations sur l'Église de l'Unitologie, entre autres. D'après la presse spécialisée, le personnage principal est un géophysicien du nom de Michael Altman, fondateur de l'Église de l'Unitologie, fait une découverte majeure qui mènera au commencement de Dead Space. Il existe un autre ouvrage, illustré par Evenson, intitulé Dead Space: Catalyst.